# Allophylus agbala
Allophylus agbala är en kinesträdsväxtart som beskrevs av Lucien Leon Hauman. Allophylus agbala ingår i släktet Allophylus och familjen kinesträdsväxter. Inga underarter finns listade i Catalogue of Life.